# Новотроїцьк (Родинський район)
Новотро́їцьк (рос. Новотроицк) — селище у складі Родинського району Алтайського краю, Росія. Входить до складу Мирненської сільської ради.

## Населення
Населення — 341 особа (2010; 517 у 2002).
Національний склад (станом на 2002 рік):
- росіяни — 62 %
- українці — 35 %